# Caen
Caen là tỉnh lỵ của tỉnh Calvados, thuộc vùng Normandie của nước Pháp, có dân số là 113.987 người (thời điểm 1999).

## Khí hậu
| Dữ liệu khí hậu của Caen                 | Dữ liệu khí hậu của Caen | Dữ liệu khí hậu của Caen | Dữ liệu khí hậu của Caen | Dữ liệu khí hậu của Caen | Dữ liệu khí hậu của Caen | Dữ liệu khí hậu của Caen | Dữ liệu khí hậu của Caen | Dữ liệu khí hậu của Caen | Dữ liệu khí hậu của Caen | Dữ liệu khí hậu của Caen | Dữ liệu khí hậu của Caen | Dữ liệu khí hậu của Caen | Dữ liệu khí hậu của Caen |
| Tháng                                    | 1                        | 2                        | 3                        | 4                        | 5                        | 6                        | 7                        | 8                        | 9                        | 10                       | 11                       | 12                       | Năm                      |
| ---------------------------------------- | ------------------------ | ------------------------ | ------------------------ | ------------------------ | ------------------------ | ------------------------ | ------------------------ | ------------------------ | ------------------------ | ------------------------ | ------------------------ | ------------------------ | ------------------------ |
| Cao kỉ lục °C (°F)                       | 16.1 (61.0)              | 20.8 (69.4)              | 24.4 (75.9)              | 26.6 (79.9)              | 30.4 (86.7)              | 35.2 (95.4)              | 39.7 (103.5)             | 38.9 (102.0)             | 33.5 (92.3)              | 28.9 (84.0)              | 21.6 (70.9)              | 17.2 (63.0)              | 39.7 (103.5)             |
| Trung bình ngày tối đa °C (°F)           | 8.0 (46.4)               | 8.6 (47.5)               | 11.5 (52.7)              | 13.6 (56.5)              | 17.1 (62.8)              | 20.1 (68.2)              | 22.6 (72.7)              | 22.8 (73.0)              | 20.1 (68.2)              | 16.1 (61.0)              | 11.5 (52.7)              | 8.3 (46.9)               | 15.1 (59.2)              |
| Trung bình ngày °C (°F)                  | 5.3 (41.5)               | 5.5 (41.9)               | 7.8 (46.0)               | 9.5 (49.1)               | 12.8 (55.0)              | 15.8 (60.4)              | 17.8 (64.0)              | 18.0 (64.4)              | 15.6 (60.1)              | 12.4 (54.3)              | 8.4 (47.1)               | 5.7 (42.3)               | 11.2 (52.2)              |
| Tối thiểu trung bình ngày °C (°F)        | 2.6 (36.7)               | 2.4 (36.3)               | 4.2 (39.6)               | 5.3 (41.5)               | 8.5 (47.3)               | 11.0 (51.8)              | 13.1 (55.6)              | 13.2 (55.8)              | 11.1 (52.0)              | 8.7 (47.7)               | 5.3 (41.5)               | 3.0 (37.4)               | 7.4 (45.3)               |
| Thấp kỉ lục °C (°F)                      | −19.6 (−3.3)             | −16.5 (2.3)              | −7.4 (18.7)              | −5.7 (21.7)              | −0.8 (30.6)              | 1.0 (33.8)               | 4.7 (40.5)               | 4.0 (39.2)               | 1.8 (35.2)               | −3.7 (25.3)              | −6.8 (19.8)              | −11.0 (12.2)             | −19.6 (−3.3)             |
| Lượng Giáng thủy trung bình mm (inches)  | 66.1 (2.60)              | 52.4 (2.06)              | 55.6 (2.19)              | 50.4 (1.98)              | 62.6 (2.46)              | 57.9 (2.28)              | 52.6 (2.07)              | 51.2 (2.02)              | 60.8 (2.39)              | 77.6 (3.06)              | 74.6 (2.94)              | 78.1 (3.07)              | 739.9 (29.13)            |
| Số ngày giáng thủy trung bình (≥ 1.0 mm) | 12.0                     | 10.7                     | 10.8                     | 10.3                     | 10.2                     | 8.2                      | 8.0                      | 7.6                      | 9.5                      | 12.1                     | 12.7                     | 13.6                     | 125.7                    |
| Số ngày tuyết rơi trung bình             | 3.4                      | 3.8                      | 2.3                      | 0.9                      | 0.1                      | 0.0                      | 0.0                      | 0.0                      | 0.0                      | 0.0                      | 0.9                      | 2.2                      | 13.6                     |
| Độ ẩm tương đối trung bình (%)           | 86                       | 84                       | 82                       | 80                       | 81                       | 82                       | 81                       | 81                       | 83                       | 86                       | 86                       | 87                       | 83                       |
| Số giờ nắng trung bình tháng             | 69.6                     | 84.3                     | 125.6                    | 167.3                    | 193.7                    | 213.5                    | 207.1                    | 204.4                    | 167.2                    | 117.8                    | 79.4                     | 61.4                     | 1.691,2                  |
| Nguồn 1: Meteo France                    |                          |                          |                          |                          |                          |                          |                          |                          |                          |                          |                          |                          |                          |
| Nguồn 2: Infoclimat.fr                   |                          |                          |                          |                          |                          |                          |                          |                          |                          |                          |                          |                          |                          |

## Nhân khẩu học
| 1962   | 1968    | 1975    | 1982    | 1990    | 1999    |
| ------ | ------- | ------- | ------- | ------- | ------- |
| 91 720 | 110 262 | 119 640 | 114 068 | 112 846 | 113 987 |

## Các thành phố kết nghĩa
- Alexandria, Virginia, Hoa Kỳ
- Nashville, Hoa Kỳ
- Coventry, Vương quốc Liên hiệp Anh và Bắc Ireland
- Portsmouth, Vương quốc Liên hiệp Anh và Bắc Ireland
- Thiès, Sénégal
- Würzburg, Đức
- Beyrouth, Liban

## Những người con của thành phố
- Isaak Franz Egmont Graf von Chasot, bạn của Friedrich Lớn và sĩ quan Phổ
- Jean de Crèvecoeur, nhà văn
- Jacques Daléchamps, bác sĩ và là nhà thực vật học
- André Danjon, nhà thiên văn học
- Marie-Pierre Koenig, tướng quân đội
- François de Malherbe, nhà văn
- Pierre Varignon, nhà toán học